# (73968) 1997 YQ4
(73968) 1997 YQ4 – planetoida z pasa głównego asteroid okrążająca Słońce w ciągu 5,62 lat w średniej odległości 3,16 j.a. Odkryta 24 grudnia 1997 roku.